# GENGO
『GENGO』（げんご）は、石原まこちんによる日本の漫画作品。2007年から『SPA!』（扶桑社）にて連載されていた。全9巻。石原まこちんの半自伝的作品である。

## あらすじ
主人公・石原まことは高校3年生になり、進路選択を迫られていた。しかし、当の本人は就職も進学も全くする気は無く、進路希望先にはふざけ半分に『ローワン・アトキンソンの弟子』等と書く始末。業を煮やした担任教師は何とか向いてそうな就職先を見つけ、まことは半ば無理矢理とある会社の面接を受けさせられることとなった。それでもまことは働きたくない一心で、あの手この手を使って面接官の印象を悪くしてどうにか落ちようとするも、何故か受かってしまう。そんな状態で当然仕事が長続きするわけが無く、就職後、僅か3日で逃げるように退社。しかし、そんな体たらくを厳格なる父・ゲンゴが許すはずが無かった。まことはどうにかして「働かずして生きていく方法」を模索するが……。

## 登場人物

### 石原家
まこと
主人公、というか作者本人。呆れ果てる程の怠け者かつ根性無しで、人として当たり前の努力や我慢からすら逃げ出そうとする。高校卒業後、とある工場に就職するものの、元々働く気など無かったために僅か3日で退職して無職となり、父ゲンゴに脅えながら「働かずして生きていく方法」を模索するが……。
ゲンゴ
まことの父。非常に厳格かつ生真面目で、曲がった事が大嫌いと、息子のまこととは正反対の性格。当然まこととはソリが合わず、まことが中学2年生の頃から「ギクシャクするほどのアソビもない解散寸前のお笑いコンビ状態」らしい。会社を僅か三日で辞めてしまい、それ以降は全く働こうとせず、その事を指摘すれば屁理屈をこねて言い逃れをしようとするまことに呆れかえっているが、まことが就職をした際には就職祝いに30万円もする時計をプレゼントするなどそれなりに喜んでいた。
キクヨ
まことの母。全く働かない息子に頭を抱えているが、父ゲンゴに比べると、まことに甘いところもある。
ミスズ
まことの妹。高校1年生。「お腹が痒いから」というのを理由に学校を休む（サボる）など、どちらかというとまことよりな性格。
アキラ
まことの弟。名前が出てきたのみで、今のところ本編に登場していない。

### まことの友人
クリちゃん
まことの小学校からの友人同士で結成された『三丁目軍団』のメンバー。専門学校生。正式な名字はクリヤマ。実家は美容室を経営している。
オグ
『三丁目軍団』のメンバー。専門学校生。
コーくん
『三丁目軍団』のメンバー。大学生。自室にカブトムシを飼っている。彼女持ち。
カサイ
まことの高校時代の同級生。あだ名は「カサ」。いわゆる「不良」。超短気な性格で、些細な事で直ぐキレる。卒業後は服飾系販売に就職。
ノジマ
まことの高校時代の同級生。まことが退職する言い訳にしようと、工場で使っているトルエンを吸引しようとしたときの回想で出てきた。シンナーの吸い方を間違え、脳が溶けてしまったらしい。

### その他
ナカムラ
まことの高校時代の担任。まことが就職した工場を紹介した。恩着せがましい一面がある。
カトウ
まことが就職した工場の同期入社の女性。まことよりも年上。仕事を辞める事しか考えていないまことを励ましたり、まことから漫画を借りたりして親睦を深めようと努めていたものの、本当に辞めてしまったときには憤慨し、借りていた漫画を返す際に、漫画を袋ごと投げつけ、一発パンチをお見舞いしていた。
キムラ
まことが就職した工場の先輩社員。まことに仕事を指導していた。